# 卡希内泰迪夫雷亚
卡希内泰迪夫雷亚（意大利语：Cascinette d'Ivrea），是意大利北部皮埃蒙特大区都灵省的一个市镇。总面积2.2平方公里，总人口1506，人口密度684.5人/平方公里（2010年12月31日）。